# 바오밥나무 (종)
바오밥나무(baobab--, 학명: Adansonia digitata 아단소니아 디기타타[*])는 아욱과의 나무이다. 원산지는 사하라 이남 아프리카이다. 줄기가 매우 굵고 수명이 길어 약 2,000년 정도 살 수 있다.